# KEEMBO
KEEMBO（韓語：킴보），韓國二人女子組合，由實力派五人女子組合SPICA的主唱金甫娥及金保亨組成，是原屬組合於2017年2月正式宣佈與經紀公司解除合約後的首次重組 。

## 經歷

### 團名由來
因為成員姓名首兩個字的發音剛巧都是「Kim Bo」，於是在構想組合名字的時候便取其諧音並取名為「KEEMBO」。其他團名候補包括同樣是取自成員姓名的「Two Bbo（韓語：투뽀）」、「Twin B （韓語：트윈비）」，此外還有「兩個女生（韓語：두 여자）」、以成員各自喜歡的事物組合而成的「貓冷麵（韓語：고양이 냉면）」等等。其中甫娥就曾經開玩笑地表示，如果「貓冷麵」被選定為最終的團名，她就會放棄參與這個組合。

## 成員資料
| 姓名   | 姓名   | 姓名         | 姓名           | 出生日期      | 資料  | 資料 | 學歷               |
| 漢字   | 韓字   | 羅馬拼音     | 日文           | 出生日期      | 身高  | 血型 | 學歷               |
| 金甫娥 | 김보아 | Kim Bo A     | キム・ボア     | 1987年1月14日 | 171cm | B型  | 驪州大學實用音樂系 |
| 金保亨 | 김보형 | Kim Bo Hyung | キム・ボヒョン | 1989年3月31日 | 167cm | B型  | 同德女子大學音樂系 |

## 音樂作品

### 單曲
| #   | 單曲資料                                                            | 曲目 | 備註   |
| 1st | 《Thank You, Anyway》 - 發行日期﹕2020年4月10日 - 類型﹕數位下載    | 1. Thank You, Anyway 2. Thank You, Anyway（inst.）                                                                               | 先行曲 |
| 2nd | 《Scandalous》 - 發行日期﹕2020年5月23日 - 類型﹕數位下載、實體銷售 | 1. Scandalous 2. Scandalous（inst.） 3. Thank You, Anyway 4. Thank You, Anyway（inst.）                                          |        |
| 3rd | 《99》 - 發行日期﹕2020年7月31日 - 類型﹕數位下載、實體銷售         | 1. 99 (GU GU) 2. CLOUD 9 3. 99 (GUGU) re-mix (peacock ver.) 4. 99 (GUGU) re-mix (chicken ver.) 5. 99 (GUGU) re-mix (parrot ver.) |        |
| 4th | 《SCENE》 - 發行日期﹕2020年11月23日 - 類型﹕數位下載               | 1. SCENE |        |
| 5th | 《Love Me 4 Me》 - 發行日期﹕2021年1月8日 - 類型﹕數位下載          | 1. Love Me 4 Me |        |

### 正規專輯
| #   | 專輯資料                                                         | 曲目 | 備註 |
| 1st | 《SCANDAL》 - 發行日期﹕2021年2月23日 - 類型﹕數位下載、實體銷售 | 1. Thank You, Anyway (2021 ver.) 2. Inside 3. Voodoo 4. Reflection (Bohyung solo) 5. 99 (GU GU) (2021 ver.) 6. Love Me 4 Me (2021 ver.) 7. Scandalous (2021 ver.) 8. Break Me (Boa solo) 9. Scene (2021 ver.) 10. Cloud 9 (2021 ver.) |      |

## 影視作品

### 綜藝節目
| 日期                        | 電視台 | 節目名稱                 | 備註             |
| 2020年10月3日—2021年1月16日 | MBN    | 《Lotto Singer》         | 參賽成員﹕金保亨 |
| 2021年3月7日、3月14日       | MBC    | 《神秘音樂秀：蒙面歌王》 | 參賽成員﹕金甫娥 |

## 外部連結
- KEEMBO的Instagram帳戶
- KEEMBO的Instagram帳戶（日語）
- KEEMBO的X（前Twitter）
- KEEMBO的X（前Twitter）（日語）
- YouTube上的頻道 （页面存档备份，存于）
- 官方Fan Cafe （页面存档备份，存于）